# Гульонези
Гульонези (итал. Guglionesi) —  коммуна в Италии, располагается в регионе Молизе, в провинции Кампобассо.
Население составляет 5315 человек (2008 г.), плотность населения составляет 52 чел./км². Занимает площадь 100 км². Почтовый индекс — 86034. Телефонный код — 0875.
Покровителем населённого пункта считается святой Adamo abate.

## Демография
Динамика населения:

## Администрация коммуны
- Официальный сайт: http://www.comune.guglionesi.cb.it/ Архивная копия от 9 сентября 2009 на Wayback Machine